# Mouvement protestataire de 2015 en Moldavie
Le mouvement protestataire de 2015 en Moldavie se réfère à une vague de protestations en Moldavie, principalement à Chișinău, contre toute la classe politique et la corruption endémique, qui dure de mars 2015 à la fin de l'année 2016. 
Les principales causes des manifestations sont l'aggravation de la situation économique, alimentée par une fraude bancaire de 1 milliard de dollars (soit 15 % du PIB), et la dépréciation du niveau de vie. Ces manifestations sont surnommées dans la presse internationale le Maïdan moldave, en référence au mouvement de l'Euromaïdan en Ukraine.

## Manifestation du 13 septembre
Entre 50 000 et 100 000 manifestants se rassemblent sur la place centrale de Chișinau pour exiger la démission du gouvernement et du président Nicolae Timofti et un plébiscite pour choisir un nouveau chef d'État, qui a été élu par le parlement. Des militants du Bloc Rouge – l'aile gauche radicale du parti « Notre maison est la Moldavie » – tentent de forcer les portes du bureau du procureur général, provoquant des affrontements avec la police, qui a arrêté sept personnes. Plusieurs personnes sont blessées.